# Маринга
Маринга́ (порт. Maringá) — город и муниципалитет в Бразилии, входит в штат Парана. Составная часть мезорегиона Северо-центральная часть штата Парана. Входит в экономико-статистический микрорегион Маринга. Население составляет 325 968 человек на 2007 год. Занимает площадь 487,930 км². Плотность населения — 668,1 чел./км².

## География
Климат местности: субтропический. В соответствии с классификацией Кёппена, климат относится к категории Cfa.

## История
Город основан 10 мая 1947 года. Основной местной достопримечательностью является Собор Славной Богоматери, сооружение которого было закончено в 1972 г. — 16-й по высоте собор мира оригинальной конусообразной архитектуры.

## Население
| 2000    | 2000     | 2016     | 2020     | 2021     | 2022     |
| ------- | -------- | -------- | -------- | -------- | -------- |
| 357 077 | ↘288 653 | ↗403 063 | ↗430 157 | ↗436 472 | ↘409 657 |

## Статистика
- Валовой внутренний продукт на 2005 год составляет 4 592 923 mil реалов (данные: Бразильский институт географии и статистики).
- Валовой внутренний продукт на душу населения на 2005 год составляет 14 400,00 реалов (данные: Бразильский институт географии и статистики).
- Индекс развития человеческого потенциала на 2000 год составляет 0,841 (данные: Программа развития ООН).

## Галерея

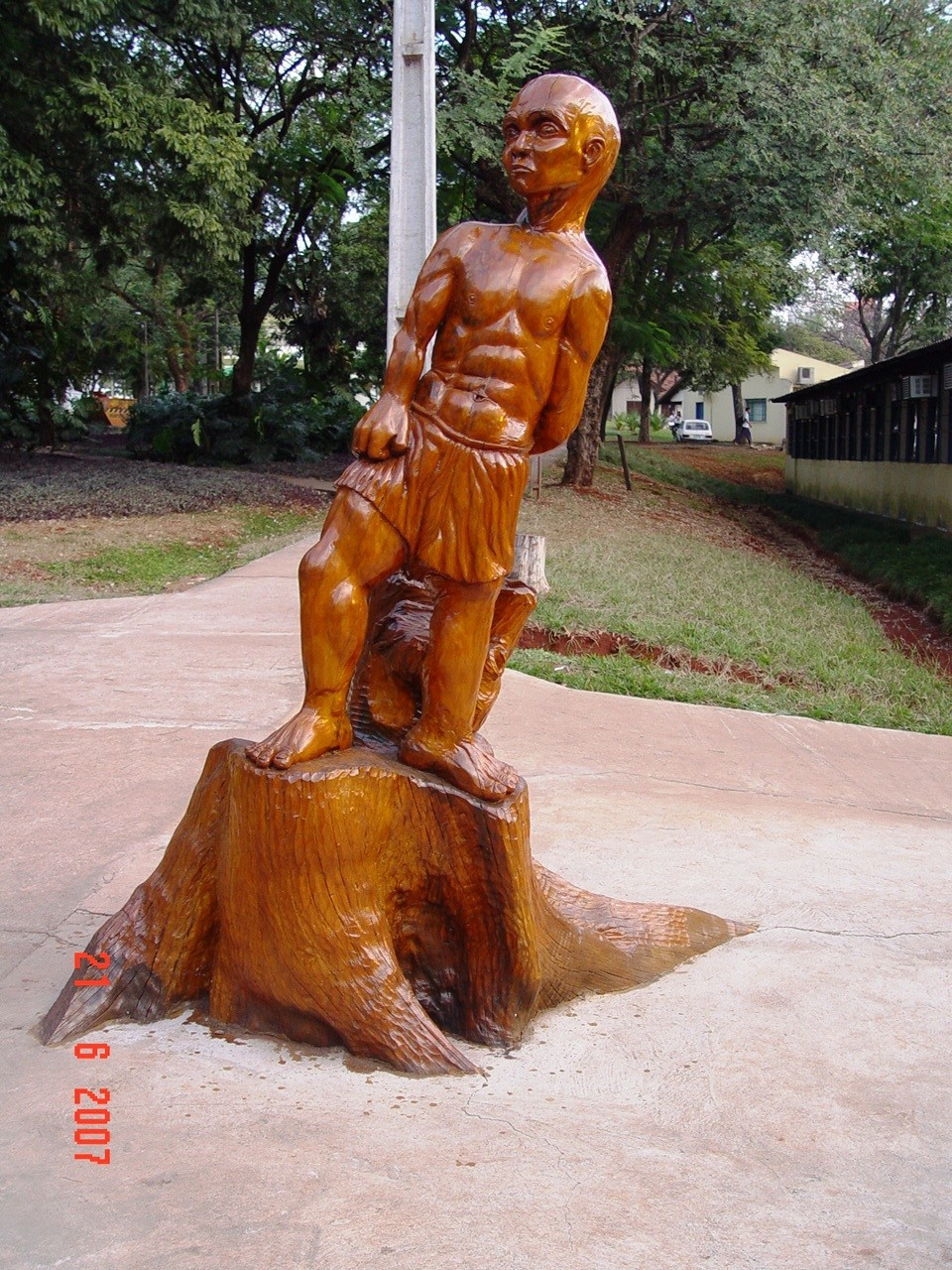
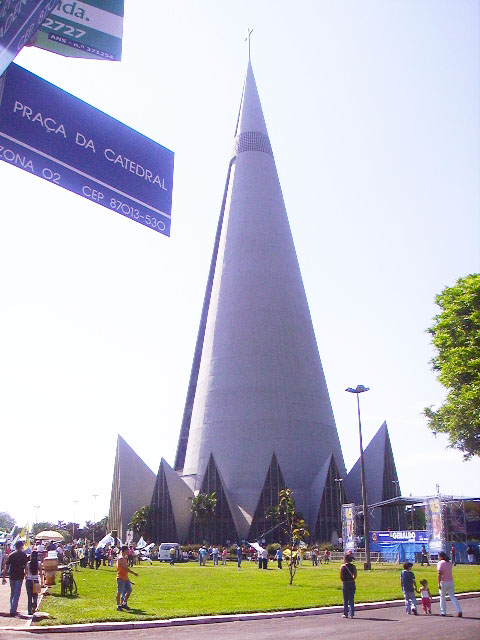
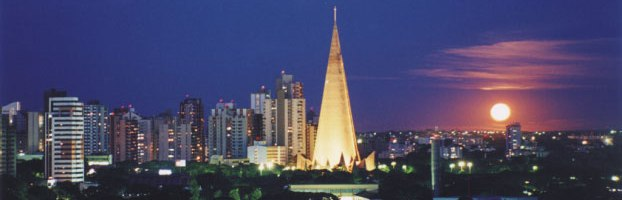
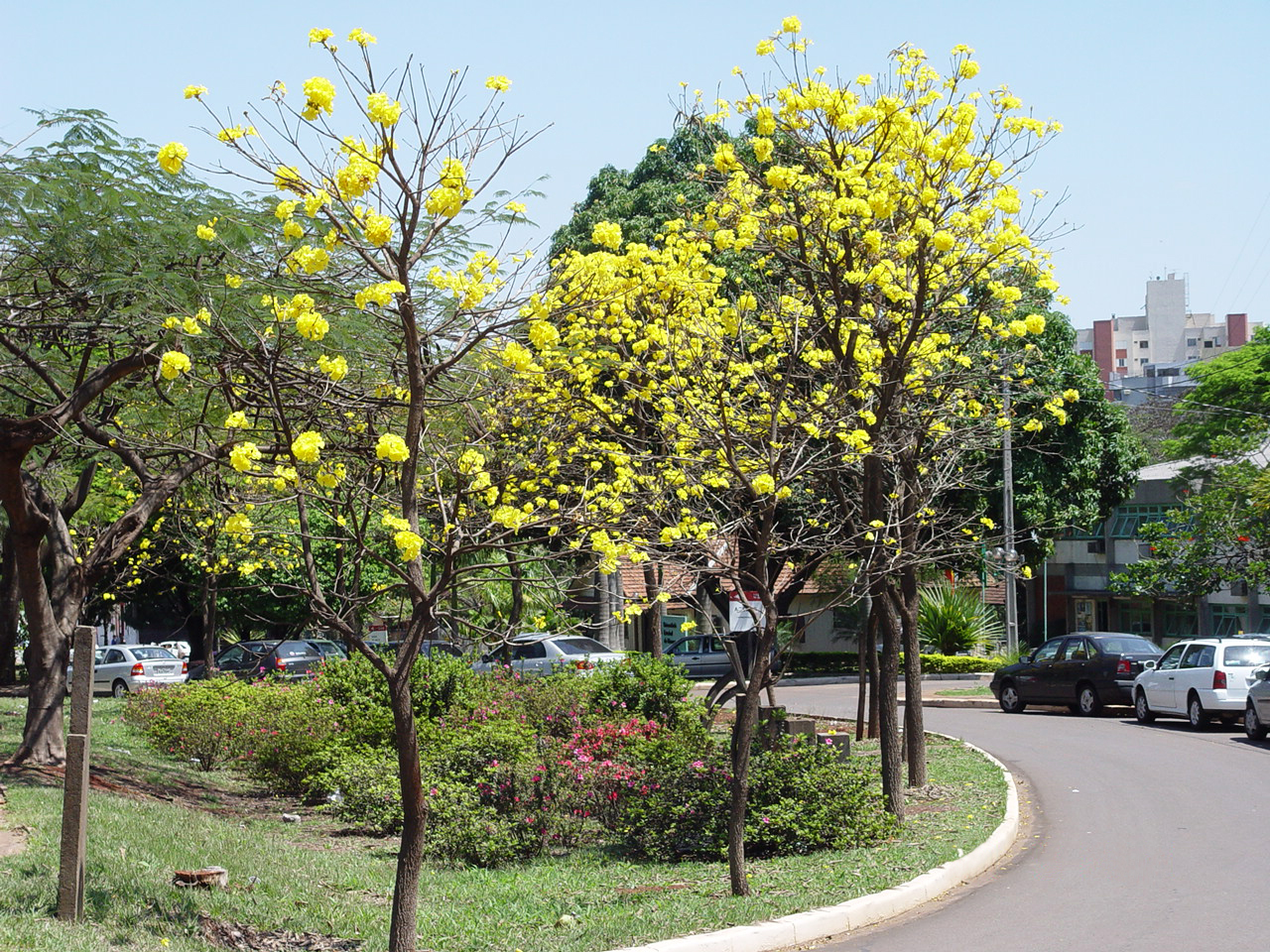
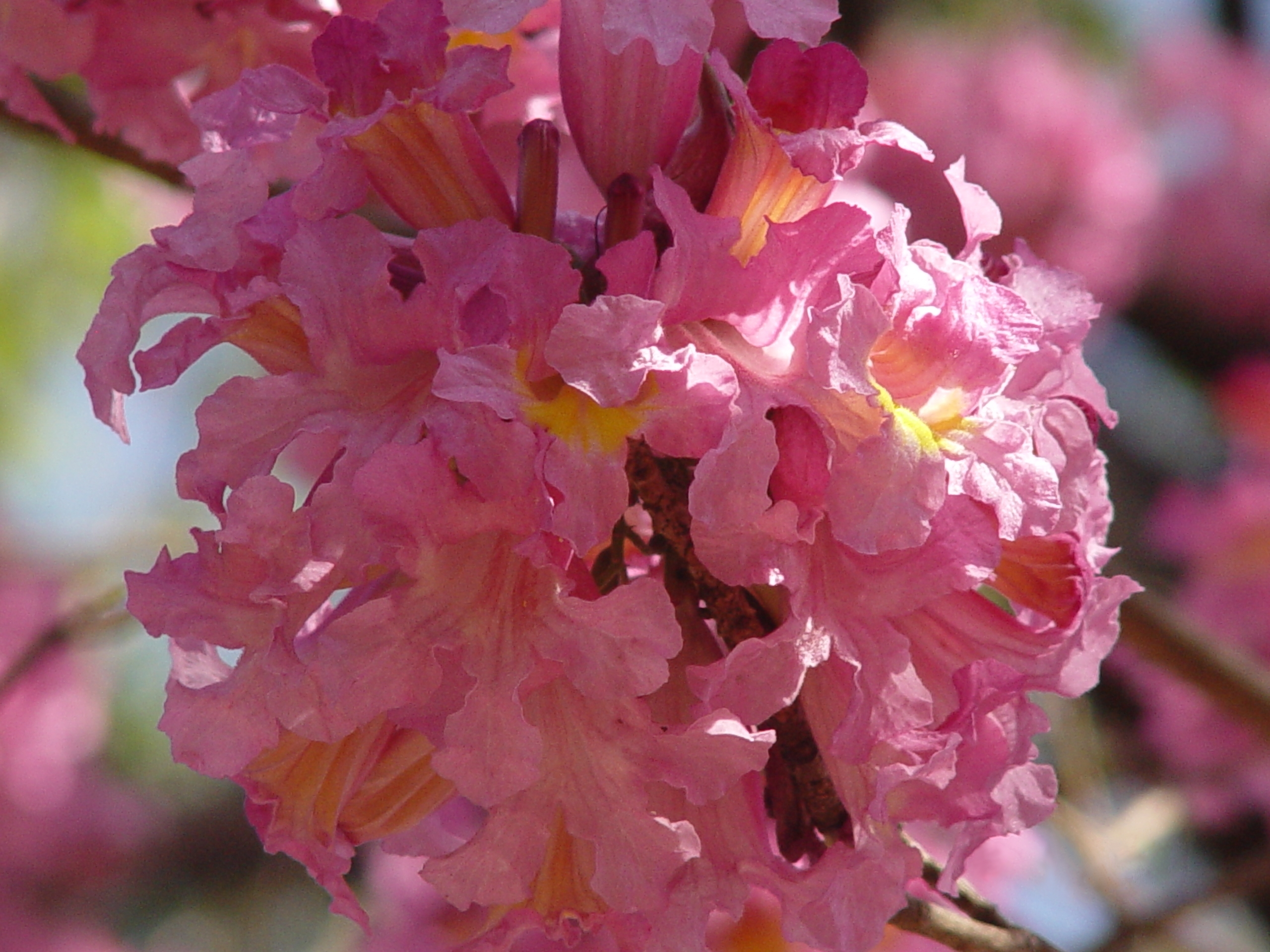

## Транспорт
Региональный аэропорт Маринга